# Filip Naudts
Filip Naudts (7 dicembre 1968) è un fotografo belga.

## Biografia
Nel 1992 Filip Naudts, iniziò la sua carriera lavorando per la stampa e la televisione nazionale Belga. Gli anni successivi lavorò per l'Antwerp Fotomuseum, dove rimase fino al 2002. Dal 2002 al 2006 divenne editor fotografico della rivista di fotografia FOTO. Dopo questa esperienza iniziò la sua carriera a tempo pieno come fotografo indipendente. Nel 1993 fondò anche il proprio studio fotografico "Guarda La Fotografia" a Lochristi, dove velocemente sviluppò il suo stile poetico, spesso prendendo spunto dai ritratti dei Primitivi fiamminghi. Nel 2000 a Praga ci fu un punto di svolta della sua carriera, il Museo tecnico nazionale di Praga organizzò una monografica con i suoi lavori.
Questa esposizione ha portato allo sviluppo e alla pubblicazione del suo primo libro "Auromatic". Arvie Wrang dice che la fotografia di Filip Naudts è una delle più affascinanti e stimolanti del suo paese. Il suo lavoro venne pubblicato in diverse riviste popolari sia in Belgio che all'estero: P-Magazine, Knack, Ché...
In occasione del ventesimo anniversario di studio Guarda La Fotografia, nel 2013 uscì un libro omonimo, in cui predominano ritratti fotografici di celebrità belghe, nudo femminile e umorismo. 
Nel 2014, nel pittoresco centro di Gand, Filip Naudts fondò Studio Guarda La Fotografia, una guesthouse ispirata alla fotografia, e dove alcuni dei lavori fotografici di Naudts dominano gli ambienti. Filip Naudts e Julie O'yang hanno collaborato in un libro che sarà pubblicato nel 2017..

## Libri
- Auromatic: Emotional Portraits of Female Alter Ego's. Brugge: Foto Art, 2000. ISBN 90-76001-25-1.[4]
- Guarda La Fotografia. Oostkamp: Stichting Kunstboek, 2013. ISBN 978-90-5856-449-8
- Paparazzo. Oostkamp: Stichting Kunstboek, 2015. ISBN 978-90-5856-535-8
- The Picture of Dorya Glenn. Oostkamp: Stichting Kunstboek, 2017, ISBN 978-90-5856-577-8

## Galleria d'immagini

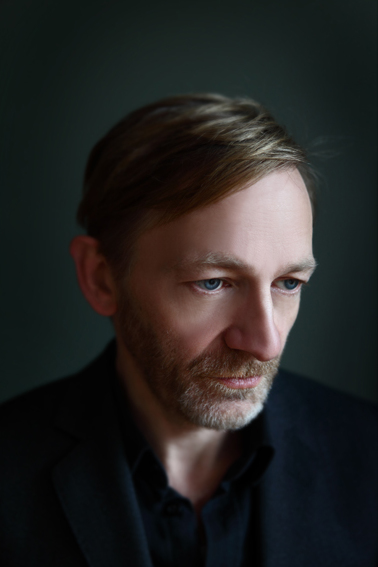
Michaël Borremans
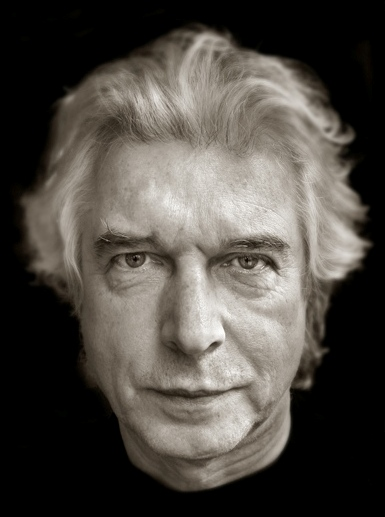
Boudewijn de Groot
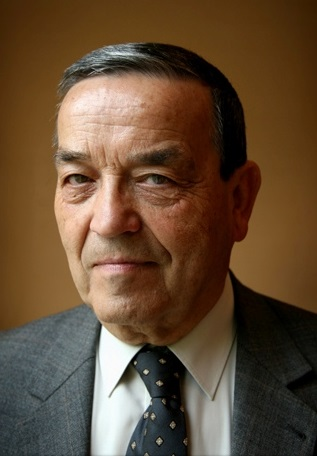
Louis Tobback
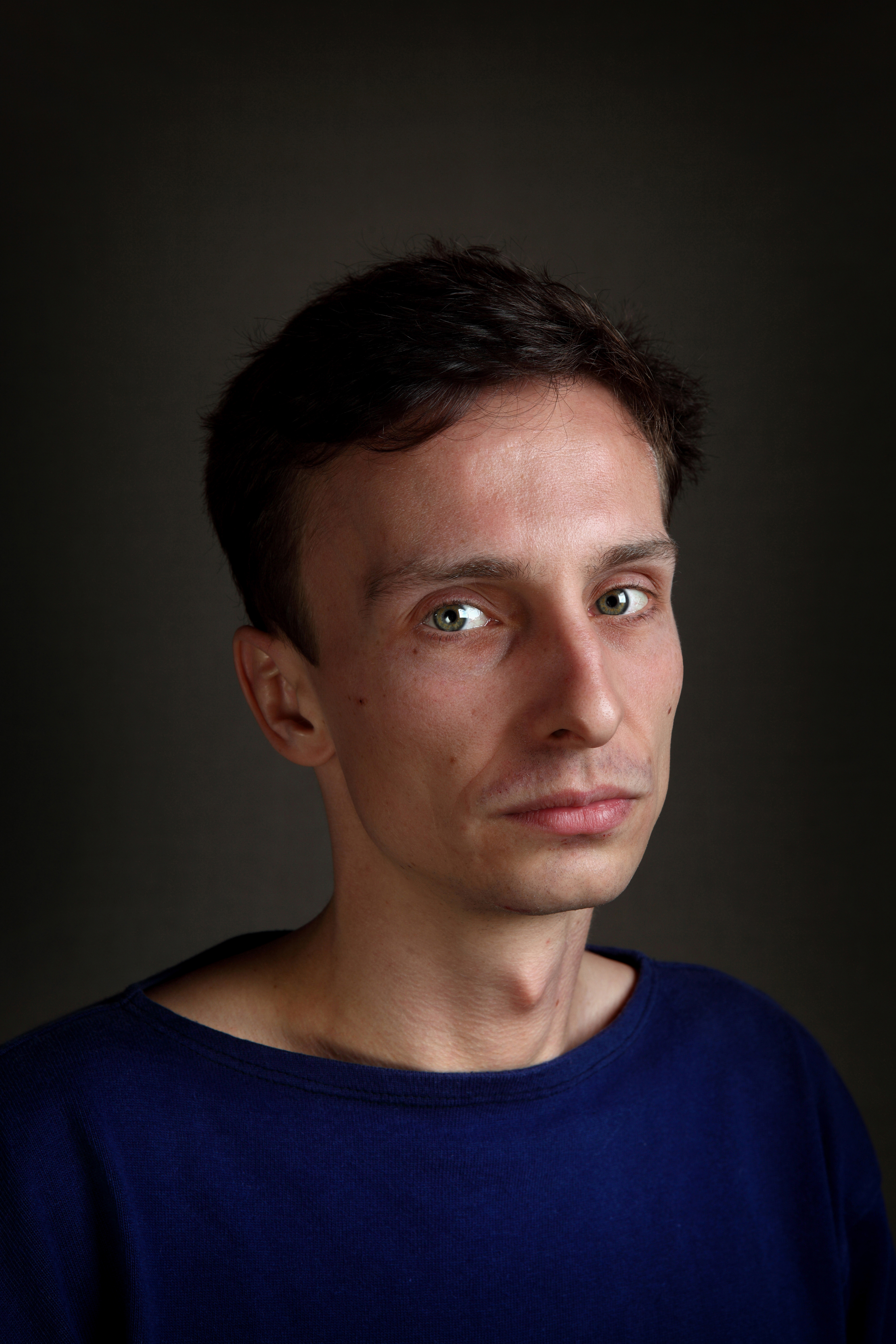
Cedric Tylleman
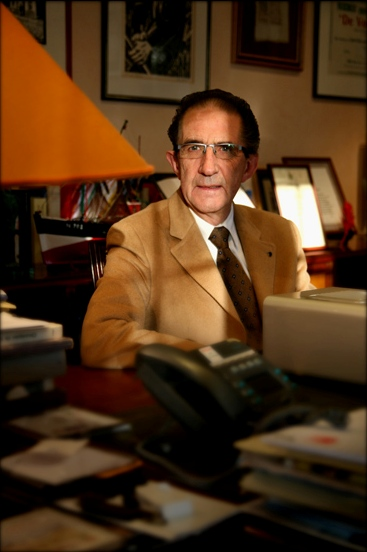
Willy Claes